# Черношице
Черношице (чеш. Černošice) град је у Чешкој Републици. Град се налази у управној јединици Средњочешки крај, у оквиру којег припада округу Праг-запад. 

## Географија
Налази се одмах иза граница главног града Прага, само 2 км југозападно. Смештене су у долини реке Бероунке.
Село се први пут помиње 1115. године у повељи манастира Кладрупског. 1863. је пуштена у промет железничка пруга из Прага, која је добила у Черношицама две станице (Черношице на северном крају градића и Долни Мокриопси на јужном крају). Долни Мокропси наизив је села, које је 1950. постало део Черношица. Локална црква Узнесења девице Марије је била саграђена у 14. веку и ремонтирана неколико пута током векова. 
Град је смештен у долини реке Бероунке. Има добру везу са градовима Праг и Бероун, захваљујући главној железничкој прузи Праг-Плзењ и блиском брзом путу Р4. Око града се налази чувени Чешки Крас, који је чести циљ посета многих Пражана због уникалне природе.

## Становништво
Према подацима о броју становника из 2014. године град је имао 6.709 становника.